# Invenção de Orfeu
A Invenção de Orfeu é um livro de Jorge de Lima publicado em 1952. Descrita como a sua obra máxima, é marcada pela diversidade de formas, referências e extensão. Jorge de Lima procura uma nova forma de poesia em uma ilha utópica, onde propõe a superação do individualismo e hostilidade, abrindo espaço a uma nova ordem: mais solidária e sensível. Nesse seu último livro antes de sua morte, o exercício poético se volta para o oceano íntimo, em busca da ilha essencial e inacessível aos poderes que governam o seu tempo e o seu mundo.
Longe de qualquer linearidade, traça um percurso feito de ciclos que se enovelam em torno de alguns temas e imagens que se repetem.Sua raiz parnasiana se manifesta pelo rigor métrico na quase totalidade dos versos do livro e pela grande presença de sonetos. Esse aparente paradoxo é um dos traços marcantes da obra no contexto do Modernismo e no Pós-Modernismo, no sentido de fundir o contemporâneo à tradição ao enquadrar uma linguagem semântica e sintaticamente difícil em uma fluência rítmica regular.
O livro consiste na jornada do Poeta rumo à construção da obra, uma conquista da própria realização artística. Torna-se porta-voz super-humano, servindo por vezes a Deus e noutras a Orfeu. O poema a ser construído tem um objetivo artístico mas também um caráter de missão. O Poeta multiplica-se em vozes, pois essa é uma das características de sua tarefa. Faz também parte da missão o sacrifício: tornar-se porta-voz acarreta um grau de sofrimento pessoal. Nesse livro, Lima arquiteta seu projeto mais ambicioso: interpretar as dores coletivas em uma biografia épico-lírica.

## O mito de Orfeu

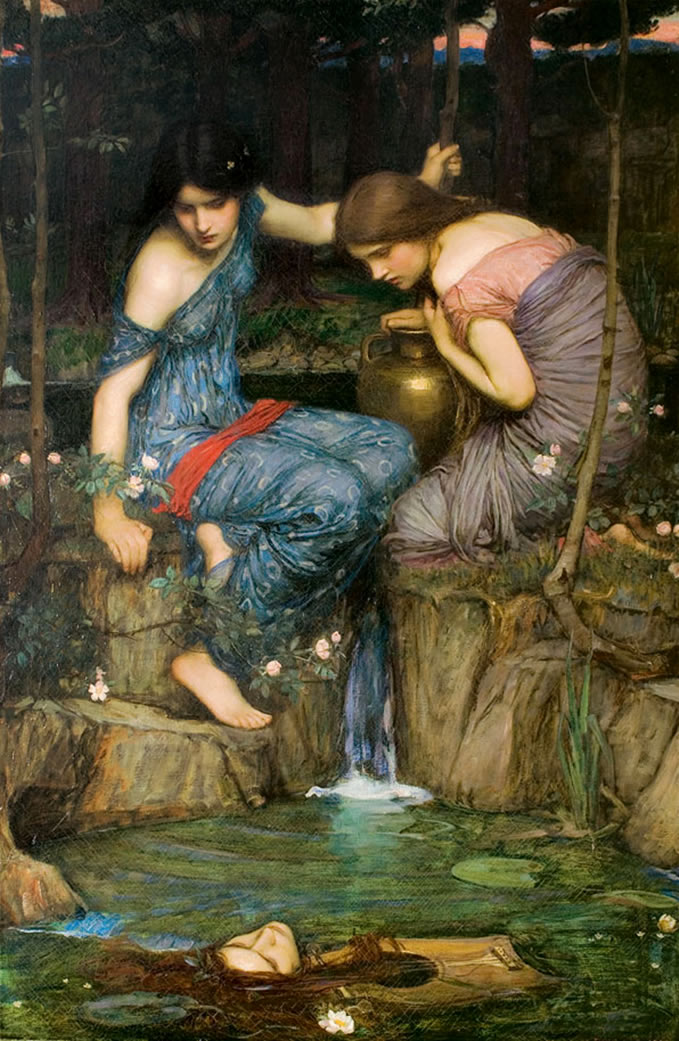
John William Waterhouse, Ninfas encontrando a cabeça de Orfeu, pintura de 1900.

Filho de Calíope, uma das noves musas criadoras da poesia lírica e épica, Orfeu é o músico de acordes que encantava a todos os ouvintes de modo arrebatador. Espalhava poesia por onde passava, versos que expressavam um amor devoto a sua amada, a mais desejada de todo universo: Eurídice. Envolto em tristeza por sua partida, disseminava conselhos amorosos, gemidos de lamento em canto triste declarando a sua inexistência frente a mulher amada.
O pesquisador Junito Brandão diz que ao regressar da expedição dos Argonautas, Orfeu casou-se com a ninfa Eurídice, considerando-a como a metade de sua alma. A unificação das almas não apenas demonstra o alto teor romântico que envolve o casal, mas também da tom a dor sentida por Orfeu após a separação.
Segundo Virgílio, da perseguição do apicultor Aristeu, Eurídice pisa em uma serpente e não resiste ao veneno, morre prematuramente. Ao saber da morte de sua musa e esposa, Orfeu se mantém em silêncio, largando sua lira. É apenas após um período emudecido que retoma seu potencial poético. Comovidos com a prova de amor, Plutão e Perséfone concordam em tirar Eurídice do inferno de Hades, devolvendo-lhe a vida.
 

Porém, no acordo feito para o regate, Orfeu não poderia olhar para sua esposa até saírem totalmente de Hades. O olhar do músico à amada antes do portão da saída a leva para uma segunda morte e decreta a separação definitiva do casal. Após a separação do casal, as bacantes insistem em seduzir Orfeu. Com a recusa, despedaçam. Mesmo despedaçado, sua cabeça teria continuado a flutuar no oceano pronunciando versos à amada, Eurídice.

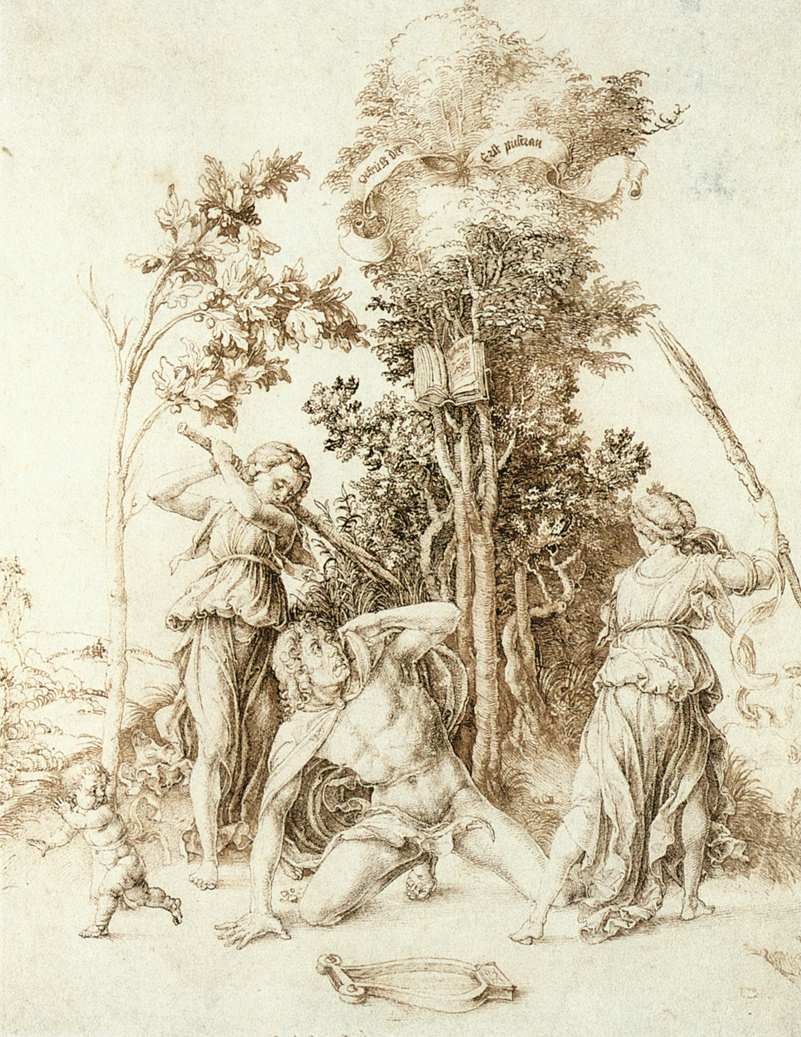
Albrecht Dürer, A Morte de Orfeu, desenho produzido em 1494. Kunsthalle, Hamburgo, Alemanha. Seria uma reprodução de um original perdido do mestre italiano Andrea Mantegna.

### Da antiguidade à modernidade
O historiador de arte alemão, Aby Warburg acredita que algumas expressões emotivas da arte clássica migraram para a modernidade. Encara a Morte de Orfeu como um dos tesouros redescobertos reproduzido em larga escala. Em seu principal trabalho, o Atlas Mnemosyne, Warburg traça um paralelo das emoções básicas transportadas através do tempo pela civilização ocidental. Pathosformel é o nome dado por Warburg ao reavivamento da Antiguidade. Feitas de tempo, são cristais de memória histórica.
Na obra de Albrecht Dürer, Orfeu se encontra encurralado diante do ataque de duas bacantes. Ajoelhado, com a mão direita apoiada no chão, mantém o braço esquerdo erguido em direção ao seu rosto, sinalizando uma tentativa de defesa. Seu rosto carrega a expressão de pavor diante da iminente morte.
No canto esquerdo uma criatura pequena, que aparenta ser uma criança ou mensageiro, corre na direção oposta ao ataque. Com a cabeça voltada para trás, parece fugir da cena trágica. No fundo, há uma árvore com um livro aberto e apoiado em seu tronco, com uma bandeirola estendida com a descrição: Orfeu der erst puseran, Orfeu o primeiro pederasta. No chão, frente a Orfeu, sua lira.
Esse mito órfico atravessa a Antiguidade clássica e suas reminiscências seguem à contemporaneidade, atingindo até a poesia brasileira modernista.

## A obra

### O título
Há quem se espante pelos vários nomes possíveis do livro de Jorge de Lima, o nome oficial, foi escolhido por Murilo Mendes, que hesitou entre: Cosmogonia, Canto geral ou Invenção de Orfeu, venceu o último. Mas mesmo assim, Jorge de Lima tratou de colocar subtítulos ao livro: Biografia Épica, Biografia Total e Não, Uma Simples Descrição de Viagem, Ou de Aventuras. Biografia com Sondagens; Relativo, Absoluto e Uno, Mesmo o Maior Canto é, Denominado - Biografia.

### A ilha
Desde o título, a Invenção de Orfeu aborda o tema da criação: do cosmo, do indivíduo, da cultura, do Brasil e do próprio Poema. Jorge de Lima alterna seu foco entre diferentes tempos, lugares e referências. Num momento, estamos na origem do Brasil, noutro, na origem do mundo; por vezes o autor dialoga diretamente com Os Lusíadas, com Virgílio ou com a Bíblia.

A ilha referida no título do primeiro canto é um exemplo de metáfora a múltiplos significados que nos posicionam frente à temática da criação. Ela pode aparecer como o Brasil, como o berço da civilização, ou como origem pessoal, a infância ou formação do indivíduo. Por exemplo, no segundo poema do Primeiro Canto, está claro a ilha ser uma metáfora para a formação do Brasil:
2
A ilha ninguém achou
porque todos a sabíamos
Mesmo nos olhos havia 
uma clara geografia.
(...)
Indícios de canibais,
sinais de céu e sargaços
aqui um mundo escondido
geme num búzio perdido.

Rosa de ventos na testa,
maré rasa, aljofre, pérolas,
domingos de pascoelas.
E esse veleiro sem velas!

Afinal: ilha de praias.
Quereis outros achamentos
além dessas ventanias

tão tristes, tão alegrias?
Bem como grande parte de sua obra anterior, a Musa, figura central do poema, tem a função de guiar o Poeta pelas profundezas do universo imaginativo. 

## A linguagem
A linguagem de Invenção de Orfeu coloca o poeta e a sua poesia em linha direta com o Modernismo, não o brasileiro da fase de 22, mas o mundial. Faz uso da montagem, da superposição de diferentes moldes poéticos: do alexandrino clássico, da redondilha popular, das sextilhas trovadorescas, do soneto, da estrofe única e longa. A ilha, criada por Jorge de Lima carrega um sentido utópico, já que propõe uma nova possibilidade para os seres humanos, entre elas a de superação do individualismo, da hostilidade, estabelecendo uma nova ordem, mais solidária e mais sensível, similar à da arte. Unindo as influências surrealistas que procuram uma nova forma à poesia, com os dogmas católicos que procuram a origem, a Invenção de Orfeu é composta.
O próprio Jorge de Lima emprega no poema o termo palimpsesto (Canto I, poema XXIX) que pode ser usado para definir o processo de composição de Invenção de Orfeu. Como nos pergaminhos da antiguidade, Jorge de Lima escreve sobre as marcas não completamente apagadas de outros textos, de modo a deixar transparecer em seu poema a presença de obras anteriores. Não se limitando a citar as obras: ele as recria, modifica e reescreve.  A leitura dos poemas resulta numa grande canção que despeja um universo de imagens construindo a trajetória do poeta no fazer poético.

### Modernização da epopeia
A peculiaridade da forma em Invenção de Orfeu pode ser atribuída à maneira singular como Jorge de Lima mescla o lírico, o épico e também o dramático, o que constitui sua diferença em relação às outras obras, inclusive àquelas que lhe servem de modelo. Assim, o cruzamento das tradições que moldaram a face do Ocidente serve de base ao poema. Invenção de Orfeu acaba se tornando um catálogo de mitos e de formas.
Jorge de Lima compreendeu que para modernizar a epopeia, seu livro fugiria da tradição estabelecida por Homero e descrita por Aristóteles. Por isso, integrou também ao texto uma reflexão metalinguística sobre a unidade poética que buscava. A modernização começa pela superfície do texto, Lima contraria a regularidade métrica característica do gênero épico. Subdivide o livro em Cantos, de variadas medidas, e altera tanto os versos quanto estrofes continuamente ao longo da obra.

## Estrutura
O livro é composto em dez cantos de formas poéticas múltiplas, mundos particulares e místicos, distribuídos por temas e motivos:
| Cantos | Cantos                | Versos | Número total de Poemas | Poemas de estrofes uniformes | Poemas de estrofes combinadas (incluindo sonetos) | Poemas de estrofes livres | Poemas de estrofe única |
| ------ | --------------------- | ------ | ---------------------- | ---------------------------- | ------------------------------------------------- | ------------------------- | ----------------------- |
| I      | Fundação da Ilha      | 1.788  | 39                     | 13                           | 12                                                | 7                         | 7                       |
| II     | Subsolo e supersolo   | 1.005  | 20                     | 4*                           | 10                                                | 3                         | 3                       |
| III    | Poemas relativos      | 675    | 27                     | 6                            | 7                                                 | 3                         | 11                      |
| IV     | As aparições          | 984    | 28*                    | 5                            | 21                                                | 1                         | 1                       |
| V      | Poemas da vicissitude | 609    | 18                     | 6                            | 7                                                 | 3                         | 4                       |
| VI     | Canto da desaparição  | 552    | 11                     | 1                            | 4                                                 | 3                         | 3                       |
| VII    | Audição de Orfeu      | 659    | 14                     | 3                            | 7                                                 | 4                         | 0                       |
| VIII   | Biografia             | 2.286  | 1                      | 1                            | 0                                                 | 0                         | 0                       |
| IX     | Permanência de Inês   | 144    | 1                      | 1                            | 0                                                 | 0                         | 0                       |
| X      | Missão e promissão    | 1.335  | 20                     | 7*                           | 4                                                 | 3                         | 6                       |
| Total  | Total                 | 10.037 | 179                    | 50                           | 67                                                | 27                        | 35                      |

Os asteriscos assinalam pequenas irregularidades na classificação.
Com base na Tabela, seus dez cantos são constituídos de 10.037 versos. Dois dos Cantos, o VII e o IX, são compostos de um único poema. O poema intitulado Biografia, o mais longo da obra com 2.286 versos, é todo composto por sextilhas em decassílabos, sem rimas regulares. Já a poesia única do Canto IX, Permanência de Inês, tem 144 versos distribuídos em 18 estrofes com metro e estrutura de rimas idênticas aos de Os Lusíadas. Há um grande número de sonetos: 66, no total.
Conforme os cantos avançam, a extensão dos poemas aumenta. O último Canto, Missão e promissão, por exemplo, apresenta o maior número de poemas longos. Esse desenvolvimento condiz com a tarefa do Poeta que já está consolidada pela sua jornada.
Em comparação à fortuna crítica de outros poetas como, Drummond, Quintana, João Cabral e Bandeira, o disponível sobre Jorge de Lima é muito pequeno. Uma das razões possíveis para desatenção da crítica pode ser atribuída a um dos elementos chave da obra do poeta: a religiosidade.
No século conhecido pelo avanço do materialismo e das grandes orientações filosóficas ao redor de Marx  e Freud, as obras de Murilo Mendes e Jorge de Lima receberam pouca atenção. No entanto, não surpreende que num universo de orientação materialista o tema da religiosidade tenha sido tratado com desprezo ou como algo menor, posto de lado. Contudo, é importante ressaltar que a religiosidade não é o tema principal da obra, mas apenas um dos aspectos.
A obra publicada em 1952, foi republicada em 1958, pela editora Aguilar, incluindo os ensaios da primeira edição: o de Murilo Mendes e de João Gaspar Simões, além dos novos de Euríalo Cannabrava e Waltensir Dutra. Os ensaios ressaltam o valor poético e a complexidade da obra, mas nenhum deles analisa o texto o detalhe.
Coube a Mário Faustino, ainda nos anos 50, um estudo mais detalhado da obra de poesias, passando por todos os Cantos e analisando todo material poético. Porém, mesmo que declare que Invenção de Orfeu seja o maior livro de poesia brasileira escrito, não vê unidade temática no livro e atribui inúmeros excessos e falhas ao livro.
O primeiro livro inteiramente dedicado ao poema é Leitura de 'Invenção de Orfeu' coordenado por Dirce Côrtes Riedel. Publicado em 1975, é o primeiro trabalho acadêmico sobre a obra, mostrando o descaso crítico e universitário em relação à obra e mesmo assim, trata-se de um livro de ensaios. O primeiro estudo extenso da obra aparece apenas em 1978, escrito por Luiz Busatto, Montagem em Invenção de Orfeu, analisa as inserções diretas e indiretas que Jorge de Lima extraiu de suas principais referências.

Após o livro de Busatto, apenas em 1997 surge outro estudo, o livro O engenheiro noturno. De Fábio de Souza Andrade, é um estudo sobre a lírica final de Jorge de Lima, analisa seus dois últimos livros: o Livro dos Sonetos e a Invenção de Orfeu. O autor identifica na imagem e na metáfora a chave de compreensão da leitura: 
Os catorze versos e a épica tradicional reaparecem no contexto do desenvolvimento de uma dicção nova, estranha e singular, em que as múltiplas referências de uma modalidade própria da imagem poética - ambígua, complexa - fundam uma segunda realidade, que pouco tem a ver com a representação de um ordenamento realístico do mundo.
Em 2003, o livro de José Niraldo de Farias, O surrealismo na Poesia de Jorge de Lima aprofunda um tema até então apontado superficialmente. Nesse estudo, o autor fornece referências concretas para o estudo da relação do surrealismo com a poética do autor.
A maior parte dos artigos, dissertações e teses sobre o livro foram publicados já no século XXI.

### A ausência de reedições
A escassez de estudos específicos é seguida pela ausência de reedições. Depois da edição da Aguilar em 1958, a obra poética do autor só foi reeditada em 1980, nos dois volumes de Poesia Completa, pela Nova Fronteira. Invenção teve ainda outra edição pela Ediouro e outra pelo Círculo do Livro. É apenas na primeira década do século XXI que a obra poética de Jorge de Lima volta a ser reeditada. Em 2005, pela Editora Record sai uma nova edição de Invenção de Orfeu, com um prefácio de Claudio Murilo Leal.
Em 2013, nos 50 anos de morte do autor, a Editora Cosac Naify iniciou a reedição de sua obra completa e publicou Invenção de Orfeu, com estabelecimento de texto e posfácio de Fábio de Souza Andrade, além da reedição do estudo de Mário Faustino. Já em 2017, pelo selo Alfaguara, a Companhia das Letras publica uma nova edição, ainda com o estabelecimento do texto e posfácio de Fábio de Souza Andrade. Acrescenta três ensaios de Murilo Mendes e um excerto de José Guilherme Merquior.

### Livros
- Andrade, Fábio de Souza. O engenheiro noturno: a lírica final de Jorge de Lima. São Paulo: Edusp, 1997.
- Busatto, Luiz. Montagem em Invenção de Orfeu. Rio de Janeiro: Âmbito Cultural, 1978.
- Faustino, Mario. Revendo Jorge de Lima. In: ___. Poesia-experiência. São Paulo: Perspectiva, 1977.
- Lobo, Luiza. O clássico e o moderno em Invenção de Orfeu. In: Crítica sem juízo. Rio de Janeiro: Francisco Alves, 1993.

### Ensaios
- Bischof, Betina. O aspecto da (des)formação de uma ilha/país em Invenção de Orfeu, de Jorge de Lima. Terceira Margem, Rio de Janeiro, 2009.
- Bosi, Viviana. Orfeu e o gato: Jorge de Lima e Ana Cristina César. Remate de Males, Campinas, 2000.
- Cavalcanti, Luciano. O motivo indígena em Invenção de Orfeu de Jorge de Lima. Eutomia, 2008.
- Cavalcanti, Luciano. Invenção de Orfeu, Jorge de Lima em busca da Idade de Ouro. Estação Literária, 2012.
- Longo, Mirella Márcia. Sobre invenção de Orfeu. Estudos Avançados, São Paulo, 2014.
- Sá, Lúcia de. Invenção de Orfeu e o palimpesto indígena. Luso-Brazilian Review, 2000.

### Teses e dissertações
- Andrade, Maria Graciema Aché. A invenção do ritmo em Jorge de Lima. Rio de Janeiro: PUC, 2014, Tese.
- Jesus, Suene Honorato de. As duas faces de Orfeu na invenção de Jorge de Lima. São Paulo: Unicamp, 2013, Tese.
- Silva, Fábio. A invenção barroca de Jorge de Lima, uma leitura de invenção de Orfeu, Rio Grande do Norte: UFRN, 2015, Tese.